# Нахушев, Черим Хачимович
Черим Хачимович Нахушев (кабард.-черк. Нэхущ Чэрим; род. в с. Заюково, Кабардино-Балкарская республика, Россия) — исполнитель этнической и эстрадной песни, поёт на родном черкесском языке восточного и западного диалектов, а также на русском, осетинском.. Заслуженный артист Российской Федерации (2024).

## Биография
Будучи ещё совсем юным Черим Нахушев пел вместе со своим отцом народные черкесские песни.
Первые аудиокассеты с песнями Черима Нахушева появились в начале 90-х. И хотя музыкальные записи носили больше экспериментальный характер, кассеты разошлись тиражом более чем 200 000 копий. Так Нахушев стал популярным исполнителем не только в Кабардино-Балкарии, но и в соседних республиках Северного Кавказа.
В 1993 году состоялся первый сольный концерт в Нальчике. В этой программе Черим впервые соединили адыгскую народную инструментальную музыку и хоровое пение, исполнив старинные народные песни. Концерт прошёл с аншлагом, после чего, спустя месяц, эта же программа повторно прошла на бис.
В 1996 году состоялась презентация первого музыкального альбома Нахушева «Нэхущ Чэрим» — первого и в истории адыгского народа. Нахушев впервые соединил адыгскую народную музыку с современной эстрадой.
В 2000 году состоялась презентация второго альбома «Песня — дорога жизни». В 2001 году президент Кабардино-Балкарской республики В. М. Коков подписал указ о присвоении ему почетного звания «Заслуженный артист Кабардино-Балкарской республики».
Нахушевым выпущено 5 альбомов.
В 2009 году вышел альбом «Five», записанный под руководством известного российского звукорежиссера и саунд-продюсера Олега Чечика. На презентации альбома Нахушеву было присвоено звание «Народный артист Кабардино-Балкарской республики». На две композиции из этого альбома режиссёром Аланом Бадоевым сняты клипы.
26 марта 2014 года в Москве в «Крокус Сити Холл» состоялось юбилейное шоу Нахушева «Дарю добро», приуроченное 25-летию творческой деятельности, креативным продюсером которого выступил Тимур Хацаев. Вслед за концертом в Москве, Нахушев отправился в юбилейный тур: Краснодар, Майкоп, Нальчик, Черкесск, Владикавказ, Анкара (Турция), Кайсери (Турция).
27 апреля 2016 года состоялась премьера этно-шоу «Рассвет». В рамках шоу вышел одноименный альбом.
С программой шоу Нахушев отправился в концертный тур по городам Северного Кавказа, Турции и США 25 марта 2016 года глава Республики Адыгея Аслан Тхакушинов присвоил Нахушеву высшую награду Республики Адыгея — медаль «Слава Адыгеи». 
За карьеру Нахушев записал и исполнил более 200 песен.
В 2024 году являлся доверенным лицом кандидата в президенты России Владимира Путина.

### Жанры
Свой путь на сцену Нахушев начал, исполняя адыгские народные песни под аккомпанемент адыгских национальных инструментов — щичепшин, бжамий, адыгская гармонь. Отдельное место в раннем творчестве Нахушева занимает героическая песня, которой характерно мужское хоровое исполнение с партиями солиста. Ранний репертуар певца можно отнести к жанру этнической музыки и народной песни. Поздний репертуар более разнообразен: это и эстрадная песня на русском языке, и этно-поп, которому свойственно сочетание адыгских традиционных инструментов и современных популярных инструментов.

### Сотрудничество
В репертуаре Нахушева присутствуют произведения композиторов Умара Тхабисимова (автор песен «Къофэ», «Адыгей», «Си нанэ» и других), Мурадина Думанова, Аслана Мамиева, Анзора Хаупа и др. Аккомпанимируют Тимур Лосанов (гармоника), Зубер Евазов (щичепшин), Анзор Увыж (бжамий). Над аранжировками работает саунд-продюсер Олег Чечик, а также Амур Успаев и Аслан Лиев. Продюсером и режиссером концертных программ Черима Нахушева, является Тимур Хацаев.

## Награды
- 1995—1999 — «Самый популярный певец» на фестивале «Песня года — КБР».
- 1996 год — дипломант первого открытого конкурса российской эстрады «Антре — 96» (Санкт-Петербург).
- 1997 год — лауреат международной премии имени М. Кандура (Иордания).
- 2007 год — Народный артист Ингушетии[5].
- 2007 год — Народный артист Карачаево-Черкесии[6].
- 2007 год — Обладатель премии «Персона года» в Кабардино-Балкарии (газета «Народы Кавказа»)[7][8].
- 27 декабря 2007 — Народный артист Адыгеи — за большой вклад в развитие искусства Республики Адыгея[9].
- 26 декабря 2008 — Народный артист Кабардино-Балкарской Республики[10].
- 25 марта 2016 — Медаль «Слава Адыгеи» — за особые заслуги в развитии культуры Республики Адыгея[11].
- 2023 год — Народный артист Абхазии.
- 11 апреля 2024 — Заслуженный артист Российской Федерации — за большой вклад в развитие отечественной культуры и искусства, многолетнюю плодотворную деятельность[12].
- Народный артист Республики Северная Осетия — Алания.
- Почётный гражданин аула Уляп (Республика Адыгея).
- Лауреат международной премии им. Кандура.

## Семья
Жена Лиана Нахушева (женат с 2003 года), дочери Ассана, Салина сын Мурат.